# 新井凉平
新井凉平（日语：／ Arai Ryōhei，1991年6月23日—）生于埼玉县，是一名日本男子田径运动员，主攻标枪。他在小学时接触过垒球，中学时则练习棒球。2007年，他在电视上观看芬兰标枪选手泰罗·皮特凯迈基比赛后，决定于高中一年级第二学期时加入田径部，转攻标枪。2010年至2014年间，他就读于国士馆大学体育学部。